# پیتر کالن
پیتر کلاور کالن (انگلیسی: Peter Cullen؛ زادهٔ ۲۸ ژوئیهٔ ۱۹۴۱) یک صداپیشه اهل کانادا است. وی از سال ۱۹۶۲ میلادی تاکنون مشغول فعالیت بوده‌است.
او بیشتر برای صداپیشگی شخصیت اپتیموس پرایم (و همچنین آیِرن‌هاید) در نخستین مجموعه تلویزیونی تبدیل‌شوندگان دهه ۱۹۸۰ و بسیاری از برداشت‌های دیگر از این شخصیت‌ها شناخته شده‌است.
از دیگر آثار او می‌توان به نایت رایدر و شیطون‌های کوچولو اشاره کرد.